# نرسيس صائغيان
الأب نرسيس صائغيان البغدادي (1878-1953) وامتاز بوفرة معلوماته عن المقام العراقي وجميع قراء المقام العراقيين يرجعون إليه لمعرفة أدق المعلومات عن المقام العراقي. والأب صائغيان أيضاوهو أيضاً من المؤرخين العراقيين مؤلفاته في التاريخ واللغة ودراسة أصول ونسب العائلات المسيحية البغدادية حيث أهتم بتاريخ الاسر المسيحية وانسابها وله كتاب عن تاريخ الارمن في العراق، التي نشر بعضها في كتيبات أو في مجلات (لغة العرب) و(نشرة الأحد) و(النور)..
غير ان له مساهمات في التراث الشعبي على صفحات مجلة (لغة العرب) مثل:
نظرة في المقامات العراقية، نظرة في ليلة الحاشوش، والثياب الافرنجية في العراق، وبعض الالفاض والأسماء الارمنية.